# Holbøl
Holbøl (tysk Holebüll) er en landsby i Sønderjylland med 435 indbyggere  (2024). Holbøl er beliggende seks kilometer nord for Kruså, 15 kilometer nord for Flensborg og 20 kilometer syd for Aabenraa. Landsbyen tilhører Aabenraa Kommune og er beliggende i Region Syddanmark.
Den hører til Holbøl Sogn, og Holbøl Kirke ligger i landsbyen.
Holbøl fik i 2016 tildelt sin anden blomst for at være en blomstrende landsby. I april 2017 modtog landsbyen sin tredje blomst.
I Holbøl forefindes der flere dagplejere, børnehaven Svalen med vuggestue, Grænseegnens Friskole med 217 børn (april 2017) fordelt på klasserne 0-9, Holbøl Kirke, fitnesscenter, frivillig brandværn, Holbøl Landbohjem med mulighed for overnatning og afholdelse af fester samt Lokal Brugsen med OK tankstation. 29. september 2017 blev den nye multihal indviet.
I december 2017 blev forfatteren Kristian Ditlev Jensen sognepræst i Holbøl Sogn.